# Lucjan Brychczy

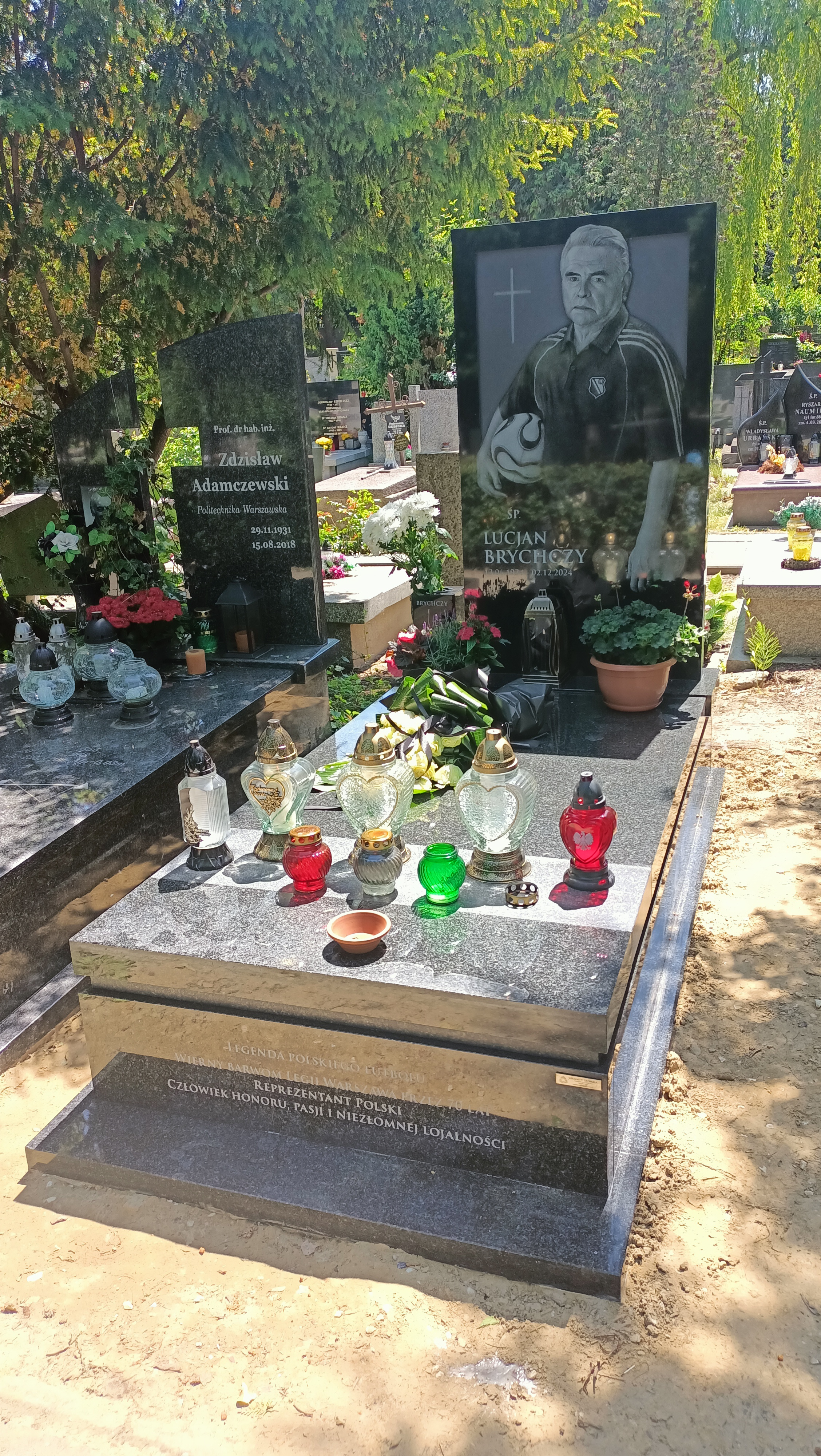
Grób Lucjana Brychczego na Cmentarzu Wojskowym na Powązkach

Lucjan Antoni Brychczy (ur. 13 czerwca 1934 w Nowym Bytomiu, zm. 2 grudnia 2024 w Warszawie) – polski piłkarz i trener piłkarski, pułkownik Wojska Polskiego. 
W latach 1954–1969 reprezentant Polski w piłce nożnej, w latach 1960–1969 kapitan drużyny narodowej, uczestnik Letnich Igrzysk Olimpijskich 1960 w Rzymie. Członek Klubu Wybitnego Reprezentanta, honorowy członek Polskiego Związku Piłki Nożnej.
Przez 70 lat (1954–2024) związany z Legią Warszawa jako zawodnik, trener, asystent i honorowy prezes. W latach 1954–1972 rozegrał w barwach stołecznej drużyny 452 mecze i zdobył 226 bramek, będąc rekordzistą klubu pod względem występów i jego najlepszym strzelcem w historii. Jako zawodnik czterokrotnie sięgnął po mistrzostwo Polski (1955, 1956, 1969, 1970), czterokrotnie po Puchar Polski (1955, 1956, 1964, 1966), a także trzykrotnie zostawał ligowym królem strzelców (1957, 1964, 1965). Członek Klubu 100 – drugi najlepszy strzelec w historii najwyższych ligowych rozgrywek w Polsce, w których strzelił łącznie 182 bramki, a także Klubu 300 – z dorobkiem 368 występów na najwyższym poziomie ligowym w kraju. W 1972 (po zakończeniu kariery zawodniczej) pozostał w klubie, będąc członkiem sztabu szkoleniowego pierwszej drużyny, w roli asystenta trenera. W latach 1972–1973, 1979–1980, 1987, 1990 oraz 2004 pełnił funkcję pierwszego trenera, trzykrotnie sięgając po Puchar Polski (1973, 1980, 1990). W 2014 został honorowym prezesem Legii Warszawa.

## Życiorys
Urodził się w rodzinie Stanisława (1899–1992; uczestnika trzech powstań śląskich, odznaczonego Medalem Niepodległości) i Marii (1903–1986). Pochodził ze Śląska i pierwsze kroki piłkarskie stawiał w klubie Pogoń Nowy Bytom, następnie przeniósł się do klubów gliwickich – ŁTS Łabędy (1948–1953) i Piasta. W 1954 – w związku ze służbą wojskową – przeniósł się do warszawskiej Legii i pozostał wierny klubowi do końca kariery zawodniczej, a także przez kolejne dziesięciolecia. Występował w Legii przez 19 sezonów; należy do niego klubowy rekord długowieczności – jego pierwszy i ostatni mecz dzieliło 17 lat i 170 dni. Jest także najstarszym w historii Legii graczem ligowym (wyłączając bramkarzy) - w dniu ostatniego meczu miał 37 lat i 161 dni, a do 10 sierpnia 2025 był też najstarszym strzelcem bramki w najwyższej klasie rozgrywek ligowych (37 lat i 88 dni).
W narodowej kadrze zadebiutował w sierpniu 1954 meczem z Bułgarią, już jako zawodnik Legii (chociaż ze względu na trwającą wówczas letnią przerwę w rozgrywkach jeszcze przed ligowym debiutem w barwach warszawskiego klubu). Jednym z najbardziej pamiętnych spotkań z jego udziałem był mecz z ZSRR w 1957, w którym dwie zwycięskie bramki zdobył Gerard Cieślik, właśnie z podań Brychczego. Wystąpił łącznie w 58 meczach oficjalnych oraz dwóch nieoficjalnych (w 1959 z Niemcami przed Igrzyskami w Rzymie oraz na igrzyskach z Argentyną). W 1960 wystąpił na Igrzyskach Olimpijskich w Rzymie, ale bez większego sukcesu – reprezentacja pokonała wysoko Tunezję, ale po porażkach z Danią i Argentyną została wyeliminowana jeszcze na etapie spotkań grupowych. W 11 meczach Brychczy był kapitanem reprezentacji. Ostatni mecz w kadrze narodowej rozegrał 27 sierpnia 1969 z Norwegią, w którym zdobył osiemnastego gola w historii swoich reprezentacyjnych występów.
Jako zawodowy oficer (w 1988 awansowany do stopnia podpułkownika) nie mógł przejść w ciągu kariery do klubu zagranicznego. Wśród klubów, które starały się o Brychczego był m.in. Real Madryt czy AC Milan. Na początku występów w Legii Brychczy zamierzał powrócić na Śląsk, jednak ze względu na konieczność odbycia służby wojskowej i wpływy działaczy Legii (także pozasportowe) nie udało mu się zrealizować tych planów. W tej sytuacji po kilkunastu latach występów na boisku pozostał w Legii także jako trener. Zajmował w sztabie trenerskim różne stanowiska, w tym kilkakrotnie pierwszego trenera. Mówił, że jest dumny z powodu tak długiego czasu jaki spędził w Legii, z roku na rok ten klub był mu coraz bliższy, a gdyby mógł cofnąć czas, postąpiłby tak samo. W październiku 2004, w pięćdziesiątym roku współpracy z Legią, został na miesiąc członkiem tercetu trenerskiego (z Jackiem Zielińskim i Krzysztofem Gawarą) stworzonego po odwołaniu Dariusza Kubickiego; następnie został jednym z trzech asystentów trenera J. Zielińskiego. Przez lata pracy trenerskiej wielokrotnie był asystentem pierwszego szkoleniowca, m.in. Andrzeja Strejlaua, Jerzego Engela, Franciszka Smudy, Dragomira Okuki, Dariusza Kubickiego, Macieja Skorży, Jana Urbana, Henninga Berga, Stanisława Czerczesowa, Jacka Magiery, Aleksandara Vukovicia, Czesława Michniewicza czy Kosty Runjaicia.
Jako piłkarz cieszył się opinią jednego z lepszych techników i taktyków w Europie. Skuteczności w ataku nie sprzyjały warunki fizyczne (166 cm, 60–66 kg), które nadrabiał umiejętnościami technicznymi i niekonwencjonalnymi zagraniami. Przez lata był znany pod przydomkiem boiskowym „Kici” (węg. kicsi – mały), nadanym przez węgierskiego trenera Jánosa Steinera.
Przez niemal całą karierę był związany z warszawską Legią, dzięki temu jest w środowisku jej kibiców uznawany za postać legendarną.
Zmarł 2 grudnia 2024 (w wieku 90 lat) w Warszawie, wskutek zapalenia płuc. Spoczął na cmentarzu Wojskowym na Powązkach. Prezydent Andrzej Duda pośmiertnie odznaczył Lucjana Brychczego Krzyżem Komandorskim Orderu Odrodzenia Polski. Po jego śmierci wszystkie mecze centralnych rozgrywek piłkarskich w Polsce poprzedziła minuta ciszy. Jego pamięć minutą ciszy uczcił również Sejm RP X kadencji.

## Kariera reprezentacyjna
- 58 meczów / 18 bramek

| Data       | Miejsce    | Mecz                | Wynik     | Gole      | Rodzaj |
| ---------- | ---------- | ------------------- | --------- | --------- | ------ |
| 26.06.1955 | Sofia      | Bułgaria – Polska   | 1–1 (0–1) | Gol       | T      |
| 4.11.1956  | Kraków     | Polska – Finlandia  | 5–0 (2–0) | Gol       | T      |
| 29.09.1957 | Sofia      | Bułgaria – Polska   | 1–1 (0–1) | Gol       | T      |
| 3.11.1957  | Warszawa   | Polska – Finlandia  | 4–0 (2–0) | Gol · Gol | EMŚ    |
| 28.06.1959 | Chorzów    | Polska – Hiszpania  | 2–4 (1–2) | Gol       | EME    |
| 4.05.1960  | Glasgow    | Szkocja – Polska    | 2–3 (1–2) | Gol       | T      |
| 4.06.1961  | Belgrad    | Jugosławia – Polska | 2–1 (1–0) | Gol       | EMŚ    |
| 11.04.1962 | Paryż      | Francja – Polska    | 1–3 (1–2) | Gol       | T      |
| 15.04.1962 | Casablanca | Maroko – Polska     | 1–3 (1–0) | Gol       | T      |
| 23.05.1962 | Warszawa   | Polska – Belgia     | 2–0 (1–0) | Gol       | T      |
| 15.05.1963 | Oslo       | Norwegia – Polska   | 2–5 (1–2) | Gol · Gol | T      |
| 22.05.1963 | Warszawa   | Polska – Grecja     | 4–0 (3–0) | Gol · Gol | T      |
| 17.09.1967 | Warszawa   | Polska – Francja    | 1–4 (1–2) | Gol       | EME    |
| 8.10.1967  | Bruksela   | Belgia – Polska     | 2–4 (2–2) | Gol       | EME    |
| 27.08.1969 | Łódź       | Polska – Norwegia   | 6–1 (5–1) | Gol       | T      |

- T — Towarzyskie – 12
- EMŚ — Eliminacje MŚ – 3
- EME — Eliminacje ME – 3

## Sukcesy

### Zawodnik
Legia Warszawa
- Mistrzostwo Polski: 1955, 1956, 1968/1969, 1969/1970
- Puchar Polski: 1954/1955, 1955/1956, 1963/1964, 1965/1966
- półfinał Pucharu Europy: 1969/1970

Indywidualnie
- król strzelców Ekstraklasy: 1957, 1963/1964, 1964/1965

### Trener
Legia Warszawa
- Puchar Polski: 1972/1973, 1979/1980, 1989/1990

## Odznaczenia
- Krzyż Komandorski Orderu Odrodzenia Polski – 2024, pośmiertnie[21][22].
- Krzyż Oficerski Orderu Odrodzenia Polski – 2000[23]
- Złoty Medal Za Wybitne Osiągnięcia Sportowe[24]
- Odznaka „Zasłużony Mistrz Sportu”[24]

## Wyróżnienia
- Diamentowa Odznaka Honorowa PZPN (2018)[25][26]

## Awanse
- podpułkownik: 1988 (służba stała)[27]
- pułkownik: 2015 (stan spoczynku)[28]